# Charlie Henke
Charles Henry Henke, detto Charlie (Marshall, 10 ottobre 1939 – 3 febbraio 2021), è stato un cestista statunitense, professionista nella ABL.

## Carriera
È stato selezionato dai Los Angeles Lakers al quarto giro del Draft NBA 1961 con la 36ª scelta assoluta.
Ha giocato in seguito nella ABL con i Kansas City Steers.